# Яновський Василь Васильович
Василь Васильович Яновський (1864 —?) — депутат Державної думи Російської імперії I скликання від Бессарабської губернії.

## Біографія
Народився 1864 року. Польський дворянин, великий землевласник Кишинівського повіту. 

Закінчив реальне училище в Баку, а пізніше Миколаївське кавалерійське училище в Петербурзі. 
10 років прослужив в армії, вийшовши у відставку зайнявся сільським господарством та громадською діяльністю.
9 років був голосним Кишинівського та Оргіївського повітових земств, а також голосним Бессарабського губернського земства, де входив до складу нечисленної земської опозиції, обстоюючи виключно інтереси селян.
Упродовж трьох років був земським начальником. Заснував у Бессарабії два сільськогосподарські селянські товариства. Ввів нову чекову систему, що гарантує від розтрат збирачами податей. Ввів зрівняльне оподаткування дворів по паях. Член групи "Звільнення". Був єдиним представником від Бессарабії на з'їзді земських та міських діячів, а також першому московському аграрному з'їзді. Ініціював низку проектів, спрямованих на покращення селянського побуту. Опублікував кілька робіт із селянського питання. Однак за В.К. Плеве був змушений залишити службу, оскільки з Міністерства прийшов запит: «як така людина може обіймати посаду земського начальника?».
В 1906 був обраний депутатом Державної думи Російської імперії I скликання від Бессарабської губернії виключно селянськими голосами (прихильників серед бессарабських аграріїв були відсутні). 
У Думі В.В. Яновський примикав до лівого крила конституційно-демократичної партії. Він був співавтором багатьох десятків запитів, направлених на адресу вищих посадових осіб, з вимогою негайно припинити масові розстріли, так званих, «бунтівників», «неугодних» та «революціонерів», а також незаконні адміністративні висилки та численні несанкціоновані арешти.
Після розпуску Думи підписав 10 липня 1906 «Виборзьке звернення», в результаті був засуджений за ст. 129, ч. 1, п.п. 51 та 3 Кримінального Уложення.

В кінці липня 1906 року в газеті «Бессарабське життя» («Бессарабская жизнь») з'явились дві нотатки:
Кишинів, 21 липня 1906 року.  Сьогодні в єврейському училищі Блумфштейна затримано 1500 примірників звернення «бунду» обурливого змісту, спрямованих проти Особи Государя Імператора. Завідувача і ще одного єврея, який готував звернення для роздачі, заарештовано. 
Звернення підписано, між іншим, колишнім міським головою Сіцінським, Леопольдом Єгоровичем, поміщиком Яновським, селянами Поповим і Сеффером. Яновський, який повернувся до Кишинева і холодно прийнятий місцевим клубом, виїхав до себе в маєток.
Кишинів, 25 липня 1906. Телеграма «Петербурзького» агентства від 21-го липня з Кишинева про те, що в єврейському училищі заарештовано 1500 звернень «обурливого» змісту, спрямованих проти особи Государя Імператора, підписаних Сіцінським, Яновським, Поповим і брехнею спрямованої проти колишніх депутатів Думи.
1912 року опублікував у Кишиневі роботу «Про культуру столових сортів винограду». 
Подальша доля В. В. Яновського невідома.

### Праці В. В. Яновського
В. В. Яновський — автор низки праць із селянського питання. Серед них:
- «Проект оподаткування селян» (в журналі «Народне господарство» було опубліковано приємний відгук відомого економіста Л. В. Ходського на цю роботу).
- «Збірник економічних та господарських відомостей щодо волостів Кишинівського повіту» — ґрунтовна праця, на яку була опублікована критична стаття з детальним розбором та сприятливим відгуком у «Економічній газеті» Буха.
- "До питання про селянську оренду" - В. В. Яновський висуває пропозицію про посередництво земства в орендуванні земель селянами. Ця робота цитується у «Працях аграрного з'їзду» під ред. Долгорукого та Петрункевича.
- "Про культуру столових сортів винограду" - Кишинів: Бессарабське губернське земство, 1912.